# Bruff
Bruff (irisch An Brú; auch Brú na nDéise, deutsch „die Herberge der Déisi“) ist eine kleine Gemeinde mit 887 Einwohnern (Stand 2022) im irischen County Limerick in der Provinz Munster.

## Lage

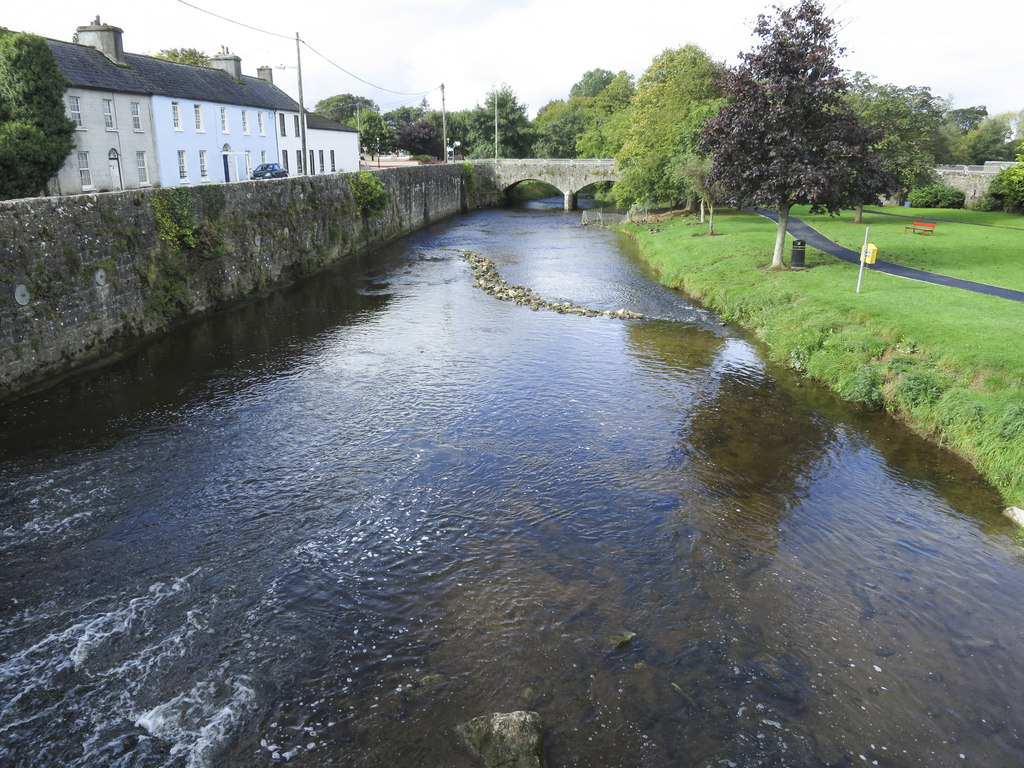
Der Fluss Morning Star

Bruff liegt etwa 25 Kilometer südsüdöstlich von Limerick am River Morning Star. Zahlreiche Pendler nach Limerick wohnen hier. Im Ort kreuzen sich die R512 und die R516.

## Geschichte
Archäologische Funde dokumentieren Siedlungsplätze aus der Steinzeit. Etwa vier Kilometer nördlich von Bruff liegt der größte irische Steinkreis, der Steinkreis von Grange, nicht weit davon die Wedge Tombs am Lough Gur. Der alte Name der Ortschaft Brú an Léisigh  („de Lacys Herberge“) geht auf die anglonormannische Familie de Lacy (irisch de Léis) zurück. Im 16. Jahrhundert wurde die Gegend der Standish-Familie zum Lehen gegeben. 1797 ging das Lehen auf den Earl of Limerick über.
Während des irischen Bürgerkrieges waren Bruff und die umgebenden Ortschaften Teil des Battle of Kilmallock zwischen dem 25. Juli und dem 5. August 1922.

## Persönlichkeiten
- John Joseph Hogan (1829–1913), Bischof von Saint Joseph (1868–1880) und von Kansas City (1880–1913)
- James David Bourchier (1850–1920), Journalist und Parlamentär
- Niall Collins (* 1973), Politiker der Fianna Fáil und Staatsminister